# 鳴門自動車教習所
株式会社鳴門自動車教習所（なるとじどうしゃ教習所）は、徳島県鳴門市大津町矢倉にある徳島県公安委員会指定の自動車教習所を運営する企業。

## 概要

### 取得免許
- 普通自動車免許（MT・AT）
- 普通自動車二種免許（MT・AT）
- 小型自動二輪車免許
- 普通自動二輪車免許
- 大型自動二輪車免許
- 準中型自動車免許
- 中型自動車一種免許
- 中型自動車二種免許（小型バス）
- 大型自動車一種免許
- 大型自動車二種免許（バス）
- 大型特殊自動車免許
- 牽引自動車免許

### 所在地
- 〒772-0035 徳島県鳴門市大津町矢倉字四ノ越52番地